# Efraín Ruales
Efraín Alberto Ruales Ríos (Guayaquil, 31 de agosto de 1984-Guayaquil, 27 de enero de 2021) fue un actor, modelo, músico y presentador de televisión ecuatoriano, conocido por sus participaciones en Solteros Sin Compromiso, ¡Así pasa!, entre otras series de televisión, y por sus personajes de Lorenzo, Profesor Cachimundo, El Taita y Viperino. Fue también bajista de la banda musical Equilivre y bajista de la banda de rock Rokket junto a Diego Spotorno.

## Biografía
Nació el 31 de agosto de 1984 en Guayaquil, provincia de Guayas; hijo de Antonio Ruales y Narcisa Ríos, fue el tercero de cuatro hermanos.  Realizó sus estudios secundarios en el Colegio Salesiano Cristóbal Colón donde fue también parte de la selección sub-12 de fútbol junto al futbolista Cristian Noboa. Estudió Ingeniería Comercial en la Universidad Del Pacífico

### Televisión
En 2005 formó parte de la serie de Ecuavisa, Pura Boca y de la telenovela del mismo canal, Amores que matan. En 2007 fue parte del elenco de la serie Solteros sin compromiso que trasmitía TC Televisión, interpretando a Benjamín.
En 2008 junto a su banda Equilivre lanzaron el videoclip Cuéntame con el disco Junto a ti, que consistió en diez temas con los que se musicalizó la telenovela El Secreto de Toño Palomino de Ecuavisa, donde además interpretó el papel del panadero Juan. También interpretó a Wacho en la telenovela El exitoso Lcdo. Cardoso. Luego de esto musicalizaron la serie De 9 a 6 con el tema Compraré una botella.
En 2009, Ruales fue parte del elenco del programa cómico La Panadería, donde interpretó a personajes como Dr. Malbaso, El Mijín, Profesor Cachimundo, El Hijo de Pueta, El Taita, entre otros.
En 2010 obtiene su primer papel protagónico en la telenovela de TC Televisión, Fanatikda dónde interpretó al detective César Muñoz.
Luego en 2011 formó parte de la serie cómica Condominio, interpretando a Santiago. Más tarde se estrenó como presentador en el programa De casa en casa, reemplazando a Richard Barker.
Posteriormente, en abril de 2012 regresó a Ecuavisa y se unió al programa En Contacto con un segmento de sketches cómicos interpretando a sus personajes de La Panadería, y en mayo como presentador luego de la salida de Roberto Angelelli. Durante el 2012 interpretó por primera vez a Lorenzo, un loco e ingenuo personaje salido del manicomio, el cual iba por la ciudad o colegios transmitiendo en vivo para En Contacto animando a la gente.
El 20 de mayo de 2013 protagonizó la serie cómica Así pasa junto a Carolina Piechestein, Claudia Camposano y Christian Maquilón, interpretando a Eduardo Bayas, jefe de una funeraria. También interpreta a los personajes de El Taita, El Hijo de Pueta y Lorenzo, los cuales interpretó previamente en La Panadería y En Contacto. En ese mismo año llevó el papel de Alberto "Beto" dentro de la serie Veto al feo, producción basada en la telenovela colombiana Yo soy Betty, la fea. Su último trabajo como actor fue en el 2020, en la novela cómica Apártate de mi dentro de En Contacto, en la cual también fue su guionista y director.

### Música
Luego de sus inicios en el teatro conformó el cuarteto musical Equilivre como bajista, el cual estuvo integrado por Fernando Escobar (vocalista y segunda guitarra), Erick Mujica (guitarra) y Daniel Ballesteros (batería).
Ruales junto a Diego Spotorno crearon Raymi Enterprises, una productora independiente que gestionaba sus presentaciones artísticas. Ruales era socio y copropietario junto a Spotorno; bajo esta marca lanzaron en febrero de 2012 su show teatral 2 Solteros en Gira, que comprendía un espectáculo de comedia de pie. También Raymi Enterprises se encargaba del manejo de la banda Rokket en la cual Ruales tocaba el bajo, Érick Mujica la guitarra, Xavier Velásquez la batería, Adrián Abarca en voz y Diego Spotorno la segunda guitarra. Su banda debutó en final del programa Ecuador Tiene Talento de Ecuavisa con el tema Píldora.

## Muerte
Fue asesinado el 27 de enero de 2021 a los 36 años, en su automóvil al salir de un gimnasio de Guayaquil. A pocas horas del suceso, en redes sociales aparecieron mensajes de fanáticos y seguidores especulando que debía ser llamado a declarar ante la Fiscalía en el día de su asesinato por presunta vinculación en el caso de Daniel Salcedo y la familia del expresidente Abdalá Bucaram Ortiz, acusados por mal manejo de la crisis sanitaria y otros delitos, sin embargo la Fiscalía negó rotundamente dichas especulaciones, afirmando que Ruales nunca tuvo vinculación con este caso, y que mucho menos debía ser convocado a brindar declaración alguna.

### Reacciones
Al conocerse la noticia del asesinato de Ruales, varios famosos ecuatorianos expresaron sus condolencias ante tal lamentable hecho, algunos de ellos fueron Carolina Jaume, Flor María Palomeque, Víctor Aráuz, Dayanara Peralta, Leonardo Moreira, Álex Vizuete, Tania Tinoco, Danilo Carrera, Roberto Manrique, Érika Vélez, Christian Noboa, quien fue uno de sus mejores amigos, además de sus compañeros y excompañeros del programa En contacto, como María Teresa Guerrero, Gaby Díaz, Evelyn Vanessa Calderón, Henry Bustamante, Úrsula Strenge, Diego Spotorno, José Urrutia, Dora West y Michela Pincay, quien también fue pareja del presentador. Ecuavisa, el canal de televisión para el que Ruales laboró durante varios años como actor y presentador, suspendió su programación durante la mañana en señal de luto. Por la noche, el presentador de noticias de la cadena, Alfonso Espinosa de los Monteros, lamentó el hecho y expresó su repudio a los hechos de violencia que suceden en el país, instando a las autoridades por un sistema confiable de seguridad y mano firme contra la delincuencia. Alejandra Jaramillo, quien fuera novia de Ruales y su compañera de labores en el programa En contacto, escribió un sentido mensaje a través de sus redes sociales. Acompañado de una serie de fotos y videos, escribió en su cuenta de Instagram:

No lo comprendo, no lo acepto y no lo entiendo. Cómo podría empezar a explicarte cuánto dolor siento, no encuentro algo que describa lo demasiado que te voy a extrañar. Y nuestro matrimonio? Y los 4 hijos que querías tener? y que entre risas te decía que solo iban a ser dos. Y hace dos días que me miraste a los ojos y me dijiste eso va a pasar más pronto de lo que te imaginas. Qué hago con nuestros sueños? Con nuestros anhelos? Casémonos mi amor, solo con tu familia y la mía, sin nada ostentoso sin nada de lujos, y mejor nos viajamos el mundo en nuestra luna de miel. Justicia? Justo sería que hoy estés en tu peloteo de los miércoles siendo feliz. Justo sería poder abrazarte y besarte, justo sería que estés con Nachita, tus hermanos y sobrinos consintiéndolos. Ven mi amor, ven abrázame por favor y háblame al oído. Dime que todo esto es una pesadilla y que volveremos a estar juntos. Baja un ratito y vamos a desayunar al lago, baja un ratito para mimar a la bebe de papá. Te amo con mi alma Efraín, y las almas que se unen no se separan jamás💔
Alejandra Jaramillo

Famosos internacionales como Sebastián Yatra, Américo, Nacho Mendoza, Ruddy Rodríguez, Joey Montana, entre otros, también expresaron sus condolencias. Varios medios internacionales también se hicieron eco de la noticia, así mismo, la Sociedad Interamericana de Prensa condenó el asesinato de Ruales e instó al Gobierno de Ecuador a investigar el hecho.
Personajes políticos también se manifestaron sobre el crimen, entre ellos el entonces presidente de la República, Lenín Moreno, quien expresó su nota de pesar y dispuso que la investigación del crimen se dé con la mayor celeridad del caso. El comandante general de la Policía Nacional, Patricio Carrillo, anunció a través de sus redes sociales una recompensa de $50.000 para quienes ofrezcan información relevante que ayude a esclarecer los motivos del asesinato de Ruales. Otras figuras como el exalcalde de Guayaquil, Jaime Nebot, y el expresidente Rafael Correa también expresaron su solidaridad. La entonces alcaldesa de Guayaquil, Cynthia Viteri, escribió una emotiva carta dirigida a la madre del actor en sus redes sociales, y dispuso que las banderas de todas las dependencias municipales sean izadas a media asta, en señal de luto. Algunos de los candidatos presidenciales para las elecciones del 7 de febrero de 2021 también repudiaron el hecho, como Guillermo Lasso, Andrés Arauz, Xavier Hervas, Gustavo Larrea e Isidro Romero, por mencionar algunos.
En Twitter, el #JusticiaParaEfraínRuales fue tendencia por varios días, con el cual miles de seguidores y compañeros del medio exigieron que se esclarecieran las causas de su asesinato y se diera con los culpables.

### Homenajes
Tras el fallecimiento de Ruales, varias muestras de solidaridad por parte de seguidores del actor se hicieron presentes. En Guayaquil, el artista Miguel Ángel Tumbaco pintó un mural ubicado en la vía a Daule, a la altura del km 7.5, al norte de la ciudad. En este mural se puede apreciar a Ruales junto a uno de sus personajes emblemáticos, "El Taita", además de la frase "Justicia para Efraín", en señal de que el crimen del actor no quede en la impunidad. Otros dos murales con la imagen de Ruales se pintaron en la ciudad de Santo Domingo, en los cuales aparece junto a su mascota Jagger, y su novia Alejandra Jaramillo. En Quevedo, el estilista Jordan Villacís plasmó la imagen de Ruales a través de un corte de cabello.
El 3 de febrero de 2021, los artistas Jhonatan Luna, Dayanara Peralta, Jorge Luis del Hierro y Maykel, presentaron en el programa En contacto la canción "Su voz se siente", como un homenaje al fallecido presentador de dicho espacio al conmemorarse una semana de su asesinato. El 31 de mayo de 2021, recibió un homenaje póstumo durante la XXV gala de los Premios ITV, recordando su trayectoria artística y los galardones ganados en ediciones anteriores de dicha premiación.

## Controversia

### Racismo
En el programa En Contacto, su personaje del programa ¡Así pasa!, llamado El Taita toma como disfraz el estereotipo indígena de forma despectiva como un hombre con poncho y sombrero tradicional al que le faltan algunos dientes, sin cejas, maquillaje blackface con el rostro bronceado y mejillas rojas, autodescribiéndose de que no huele bien, con el acento estereotipado de que los indígenas hablan con acento "s" fuerte, no es respetuoso, actúa alegre y que sirve para programas cómicos así como entrevistas parodiando e invalidando la opinión pública de representantes indígenas.

## Filmografía

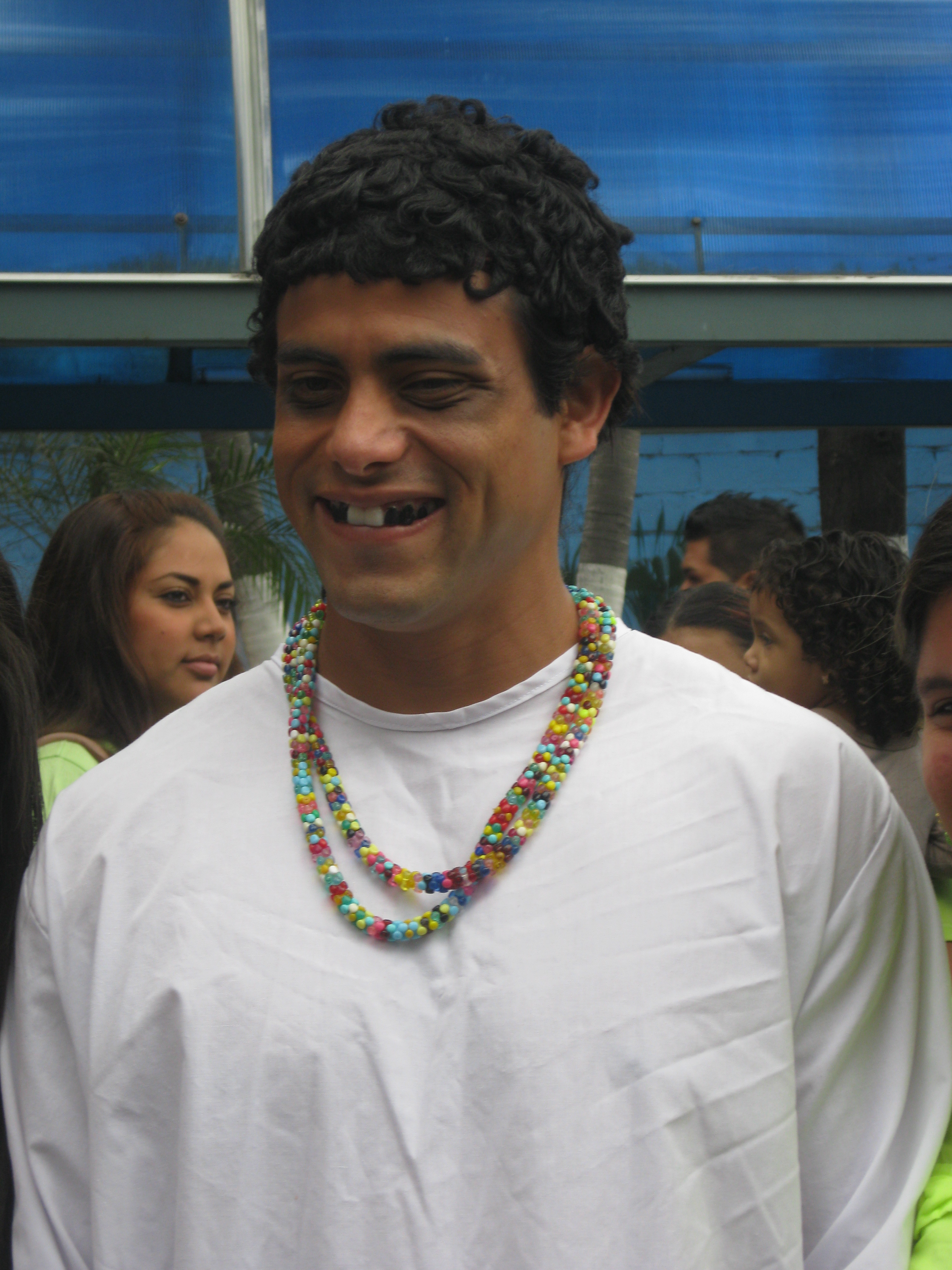
Efraín Ruales interpretando a Lorenzo en 2012.

### Programas
| Año       | Programa        | Rol       |
| --------- | --------------- | --------- |
| 2012-2021 | En Contacto     | Conductor |
| 2011      | De casa en casa | Conductor |

### Series y Telenovelas
| Años      | Título                      | Personaje             |
| --------- | --------------------------- | --------------------- |
| 2014-2018 | 3 Familias                  | Mariano Bochelli      |
| 2014-2018 | 3 Familias                  | El Taita              |
| 2014-2018 | 3 Familias                  | Kilovatio Hora "Kiki" |
| 2013-2016 | ¡Así pasa!                  | Eduardo Bayas         |
| 2013-2016 | ¡Así pasa!                  | El Taita              |
| 2010      | Fanatikda                   | César Muñoz           |
| 2010      | Condominio                  | Santiago              |
| 2009      | El exitoso Lcdo. Cardoso    | Wacho                 |
| 2009      | La Panadería                | Varios personajes     |
| 2008      | El Secreto de Toño Palomino | Juan Sigifredo Pérez  |
| 2007      | La novela del Cholito       | Washington            |
| 2007      | Solteros sin compromiso     | Benjamín              |
| 2005-2006 | Amores que matan            | Daniel                |
| 2006      | Cosa Seria                  | Ricardo Pesantes      |
| 2005      | Pura Boca                   | Reparto               |

### Películas
| Año  | Título               | Rol               |
| ---- | -------------------- | ----------------- |
| 2022 | Camino a la libertad | Gregorio Escobedo |
| 2021 | Algoritmo            | Martin Roldán     |

## Premios y nominaciones

### Premios ITV
| Año  | Categoría                     | Programa     | Resultado |
| ---- | ----------------------------- | ------------ | --------- |
| 2019 | Mejor conductor de variedades | En contacto  | Ganador   |
| 2018 | Mejor conductor de variedades | En contacto  | Ganador   |
| 2017 | Mejor conductor de variedades | En contacto  | Nominado  |
| 2016 | Mejor conductor de variedades | En contacto  | Ganador   |
| 2015 | Mejor conductor de variedades | En contacto  | Ganador   |
| 2015 | Mejor actor cómico            | ¡Así pasa!   | Nominado  |
| 2014 | Mejor conductor de variedades | En contacto  | Nominado  |
| 2014 | Mejor actor cómico            | ¡Así pasa!   | Nominado  |
| 2013 | Mejor actor cómico            | ¡Así pasa!   | Nominado  |
| 2012 | Mejor conductor de variedades | En contacto  | Nominado  |
| 2010 | Mejor actor dramático         | Fanatikda    | Nominado  |
| 2010 | Mejor actor cómico            | La Panadería | Ganador   |
| 2009 | Mejor actor cómico            | La Panadería | Nominado  |
| 2006 | Mejor actor cómico            | Cosa Seria   | Nominado  |